# Tener y no tener (novela)
Tener y no tener es una novela escrita por Ernest Hemingway que fue publicada en 1937. Fue llevada al cine en 1944 por Howard Hawks con el mismo título de la novela y en 1950 por Michael Curtiz con el título The breaking point (Punto de ruptura).

## Sinopsis
Harry Morgan se dedica durante una temporada a llevar gente adinerada en su lancha a pescar peces espada. Uno de ellos, un tipo que se hace llamar Mr. Jonhson, tras casi un mes de infructuosa pesca, se larga en avión sin pagarle, dejándole en una situación económicamente desesperada. 
En tal estado, con una mujer y tres hijas a las que mantener, Harry acepta llevar a unos inmigrantes chinos desde Cuba a las costas de Florida. Pero, para sorpresa de su segundo de a bordo, el borrachín Eddy Marshall, estrangula al contacto, un chino llamado Mr. Sing, devuelve a los chinos a la costa cubana y se larga con el dinero.
Tiempo después, Harry se dedica a contrabandear bebida desde Cuba a Miami. Hasta que un día es descubierto en la costa cubana y antes que perder la mercancía decide seguir adelante. En la huida es herido de un tiro en un brazo, y su segundo de a bordo, ahora un negro, recibe otro tiro en una pierna. Cuando llegan a la costa, un político importante, que pasa en otra embarcación, en la cual ha estado pescando peces espada, lo descubre desembarcando la mercancía. Lo denuncia y la aduana le quita la lancha a Harry, quien, además, pierde el brazo herido.
Pasado algún tiempo, Harry consigue otro “trabajillo”: pasar a cuatro cubanos a Cuba. No pudiendo disponer de su lancha, lo hace en una alquilada. Los cubanos embarcan deprisa y corriendo tras robar un banco de Cayo Hueso, el pueblo de Harry, matan al segundo de a bordo, ahora uno llamado Albert Tracy, y obligan a Harry a llevarlos a Cuba, donde entregarán el botín a una organización revolucionaria. Pero antes de llegar a su destino, Harry, que había escondido un fusil en la lancha, los mata, aunque recibe de uno de ellos un tiro en el estómago.

## Comentario
Tener y no tener es una de las novelas de Hemingway que más ha contribuido a extender universalmente su fama de novelista al alcance del más vasto de los públicos. El interés está aquí conseguido mediante el vigoroso trazado de personajes, que, si no fuera por la forma airada en que asumen su fatum, nos recordarían a William Faulkner. Un mundo en que los ricos son extrañamente insolidarios los unos con los otros, los intelectuales cultivan con premura su mala conciencia y los pobres se sienten unidos entre sí por razones sentimentales.